# Valledoria

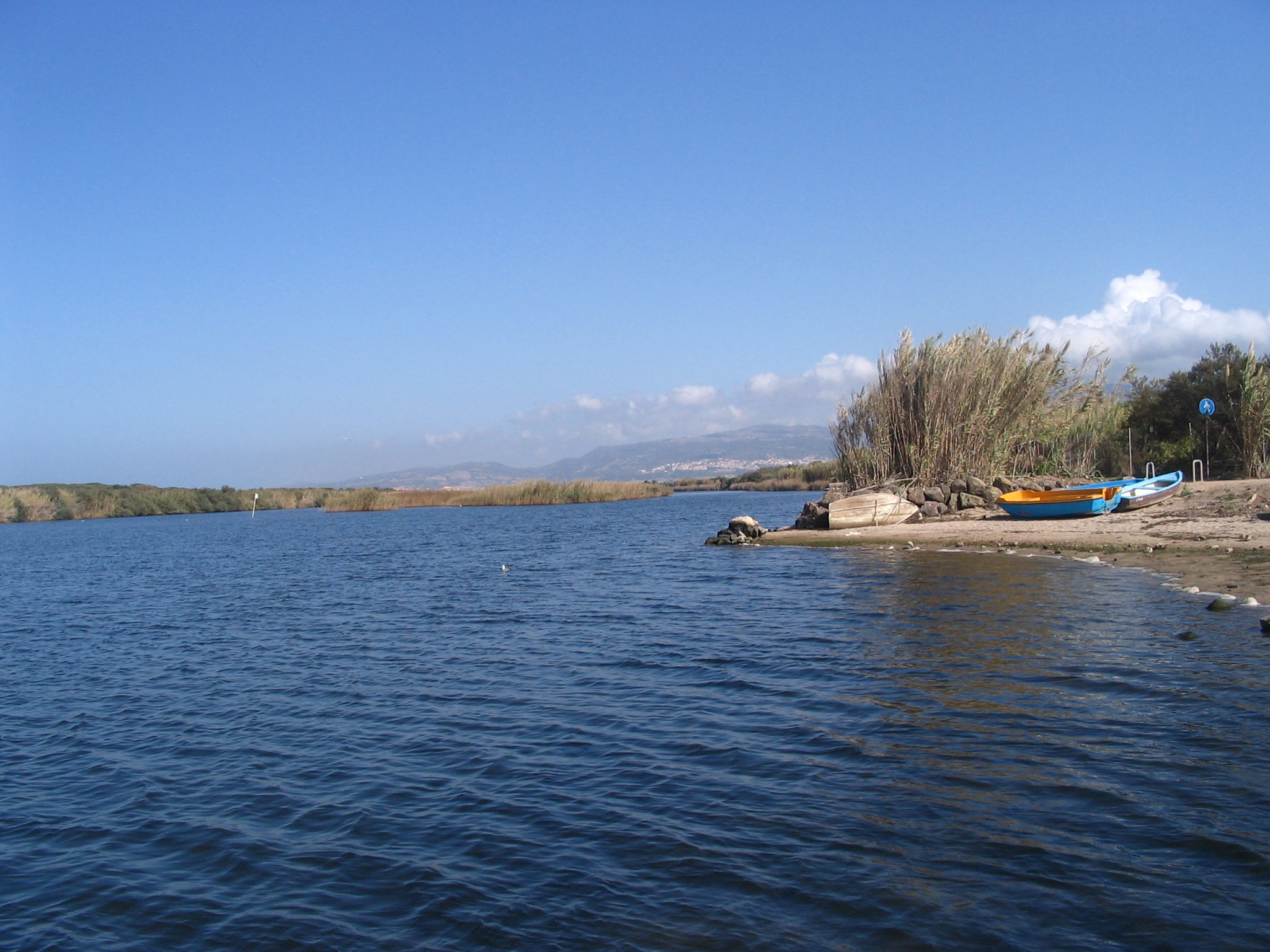
Die Lagune La Perla Blu befindet sich an der Mündung des Coghinas bei Valledoria

Valledoria (gallurisch: Codaruìna) ist eine italienische Gemeinde mit 4294 Einwohnern (Stand 31. Dezember 2024) in der Metropolitanstadt Sassari.

## Geographie
Valledoria liegt an der Nordküste Sardiniens östlich von Castelsardo am Golf von Asinara, in der Nähe der Mündung des Coghinas, der dort die große Lagune La Perla Blu bildet. Zur Gemeinde gehören neben dem Hauptort auch die Gemeinden La Ciaccia und La Muddizza.
Die Nachbargemeinden sind Badesi (OT), Castelsardo, Santa Maria Coghinas, Sedini und Viddalba.

## Geschichte
Valledoria gehörte ursprünglich zum Giudicato von Torres und gelangte dann in den Besitz der Genueser Familie Doria. Im 15. Jahrhundert, nach der Eroberung durch Aragon wurde das Tal des Coghinas durch Epidemien fast entvölkert.
Erst in der Mitte des 19. Jahrhunderts nahm die Bevölkerung durch den Zuzug von Familien aus Aggius und Tempio Pausania wieder zu. 1960 wurde Valledoria Codaruina selbständige Gemeinde. 1983 wurde die bisherige Teilgemeinde Santa Maria Coghinas ebenfalls selbständig.

## Besonderheiten
Durch die demographische Entwicklung wird im Hauptort der gallurische Dialekt des Sardischen gesprochen, während die anderen Fraktionen zum Dialektgebiet des Sassaresischen gehören.

## Wirtschaft
Neben der Landwirtschaft spielt heute der Tourismus eine wichtige Rolle. Der Ort wirbt vor allem mit guten Bedingungen für Wassersport, insbesondere für Windsurfen sowie der abwechslungsreichen Landschaft um Besucher.